# Lucy Harrison
Pour les articles homonymes, voir Harrison.
Lucy Harrison est une comédienne et chanteuse franco-britannique.
Active depuis les années 1980, elle s’est illustrée sur scène en particulier dans de nombreux spectacles musicaux.

## Biographie
Elle commence sa carrière professionnelle à Londres à l'âge de 13 ans au sein de la célèbre compagnie anglaise National Youth Theatre of Great Britain avec de nombreuses pièces du répertoire britannique, notamment le Songe d'une nuit d'été, Macbeth, Henry IV Part I, Meurtre dans la cathédrale de T.S. Eliot, etc.
Elle vient ensuite à Paris suivre les cours de Niels Arestrup à l'École du Passage, puis à la classe libre de l'école Florent.
Elle rencontre Roger Louret dans les années 90, qui l’invite à participer à la création de tous ses spectacles musicaux. Elle mène en parallèle une carrière au théâtre et au cinéma.

## Filmographie

### Cinéma
- 2001 : Ma femme est une actrice d’Yvan Attal
- 2002 : Décalage horaire de Danièle Thompson : Une hôtesse à Air France.
- 2004 : Chemins de traverse de Manuel Poirier
- 2005 : San Antonio de Frédéric Auburtin
- 2007 : Un barrage contre le pacifique de Rithy Panh
- 2010 : Le Café du pont de Manuel Poirier
- 2015 : Les Compagnons de la pomponette de Jean-Pierre Mocky
- 2017 : Votez pour moi de Jean-Pierre Mocky

## Théâtre
- 1984 : Le Songe d'une nuit d'été – Shakespeare
- 1985 : Nightshriek (adaptation musicale de Macbeth) – Shakespeare
- 1987 : Murder in the Cathedral - T.S. Eliot
- 1993 : Les Vacances brouillées - Roger Louret
- 1996 : Les Caprices de Marianne – Alfred de Musset
- 1997 : L’Arlésienne – Alphonse Daudet avec Jean Marais et Bernadette Laffont
- 2005 : National 666 - Lilian Lloyd
- 2006 : La Paix chez soi - Courteline
- 2006 : Trois vies – Courteline
- 2007 : Le Bel indifférent - Jean Cocteau
- 2007 : Cocteau Blues - Jean Cocteau
- 2014 : Mariage et plus si affinités - Courteline
- 2015 : Le moral des troupes - Guy Louret avec Guy Louret, Lucy Harrison, Fabrice Banderra, Florence Desmidt et Noémie Bianco
- 2016 : Krooner on the Rocks - Lucy Harrison avec Lucy Harrison et Fabrice Banderra

## Spectacles musicaux
- 1994-2000 : Comédie musicale, les Années Twist - Roger Louret
- 1996 : Comédie musicale, Les Z'années Zazous - Roger Louret
- 1997 : Opéra bouffe, La Vie parisienne d'Offenbach - Roger Louret
- 1997 : L'Arlésienne d'Alphonse Daudet, mise en scène Roger Louret / Folies Bergère
- 1998-2000 : Comédie musicale, La Fièvre des années 80 - Roger Louret
- 2001 : Comédie musicale, 'Les Cancans de la butte - Roger Louret
- 2005-2006 : Revue Nuits de folies, Folies Bergère
- 2006-2007 : Revue Rêves d'étoiles, Théâtre du casino de Deauville
- 2004-2007 : Comédie musicale, La Java des mémoires - Roger Louret

## Publications
- Entrata, créée lors d'une résidence à l'ancient asile de l'île de San Servolo, 2005, 13.5cm x 19cm, 32 pages[1].